# Emidio Agostinoni
Emidio Agostinoni (Montesilvano, 13 mai 1879 – Montesilvano, 28 septembre 1933) est un italien qui fut homme politique, journaliste, photographe et enseignant italien.

## Biographie
D'abord maître d'école, Agostinoni déménage à Milan où il se tourne vers le journalisme. Il crée la revue La cultura popolare publiée à Milan, à partir de 1911, pour l'Union italienne de la culture populaire. Il collabore à jours à l'Avanti! et de nombreuses revues dont L'Illustrazione italiana, La Lettura, Il Secolo XX, Nuova antologia, Critica sociale à la fois comme un écrivain et un photographe.
Les problèmes de l'école et de  l'instruction, la lutte contre l'analphabétisme et, en général, l'émancipation de la classe ouvrière sont au centre de ses intérêts. Pour cela, il rédige des  enquêtes, des articles et de photographies sur le sort des paysans et des bergers. Il rédige, en 1906 avec Enrico Giuriati un ouvrage sur la législation scolaire. Agostinoni réalise également des publications concernant le territoire, les paysages et les monuments d'Abruzzes. Les publications sont édités par l'institut des arts graphiques de Bergame.
Entre 1919 et 1921, il est élu député socialiste à Teramo et à L'Aquila et il se range auprès des réformistes. À l'avènement du fascisme, il interrompt ses activités publiques et de journaliste et se retire dans sa ville natale de Montesilvano située dans les Abruzzes.
Il meurt en septembre 1933.

## Œuvres
- Dalla terra d'Abruzzo. Otto lettere al giornale “Lombardia” di Milano, Milan, R.Sandron, 1905; e anche 2. ed, Montesilvano, Associazione culturale Amici del Libro Abruzzese, 2000;
- (Scritto con Enrico Giuriati), Storia della legislazione scolastica sub-elementare, elementare e normale, avec une préface de V.E. Orlando, Trévise, Zoppelli, 1907;
- L'agonia di Messina. Cento illustrazioni da fotografie di Emidio Agostinoni, Giacomo Brogi e Mario Corsi … , Rome, L'Italia industriale artistica, 1908;
- Il Fucino, Bergame, Istituto italiano d'arti grafiche, 1908, avec des photographies d'Emidio Agostinoni;
- Altipiani d'Abruzzo, Bergame: Istituto italiano d'arti grafiche, 1912, avec des photographies d'Emidio Agostinoni;

Pour les interventions d'Agostinoni en sa qualité de député, voir les « Atti del Parlamento italiano »  de la XXVe et XXVIe législature.

## Référence
- (it) Cet article est partiellement ou en totalité issu de l’article de Wikipédia en italien intitulé « Emidio Agostinoni » (voir la liste des auteurs).